# Пьятра-Олт
Пьятра-Олт (рум. Piatra Olt) — город в Румынии, в жудеце Олт.

## География
Город находится на западе жудеца Олт, на левом берегу реки Олт, в 16 км к югу от административного центра жудеца — города Слатина.

## История
Первое письменное упоминание о городе датируется 1529 годом. Пьятра-Олт получил статус города в 1989 году.

## Экономика
Экономика города основана на сельском хозяйстве и животноводстве.

## Население
В 1930 году население города составляло 4200 человек. По переписи 2002 года население составляет 6347 человек.Национальный состав однородный, румыны — 5749 человек, цыгане — 597 человек.

## Известные люди
Рэзван Рац — футболист, защитник клуба «ПАОК»